# Кёгнакенд (Лачынский район)
Кёгнакенд (азерб. Köhnəkənd) — село в Лачынском районе Азербайджана.

## История
Село расположено у подножия горы Кичик Кирс. Ранее называлось Кирс. По словам местных жителей, село Кирс было полностью разрушено в XV веке во времена завоевания Тимуридов. В дальнейшем, в результате переселения на место этого старого села семей из села Сусанлыг Ходжавендского района, возникший населённый пункт был назван по названию местности Кёгнакенд.
В 1992 году в ходе Первой карабахской войны попало под контроль непризнанной Нагорно-Карабахской Республики.
По итогам Второй карабахской ввойны согласно трёхстороннему заявлению село было возвращено под контроль Азербайджана 1 декабря 2020 года.